# Stefaniola procera
Stefaniola procera är en tvåvingeart som beskrevs av Möhn 1971. Stefaniola procera ingår i släktet Stefaniola och familjen gallmyggor. Inga underarter finns listade i Catalogue of Life.